# Krabbegat

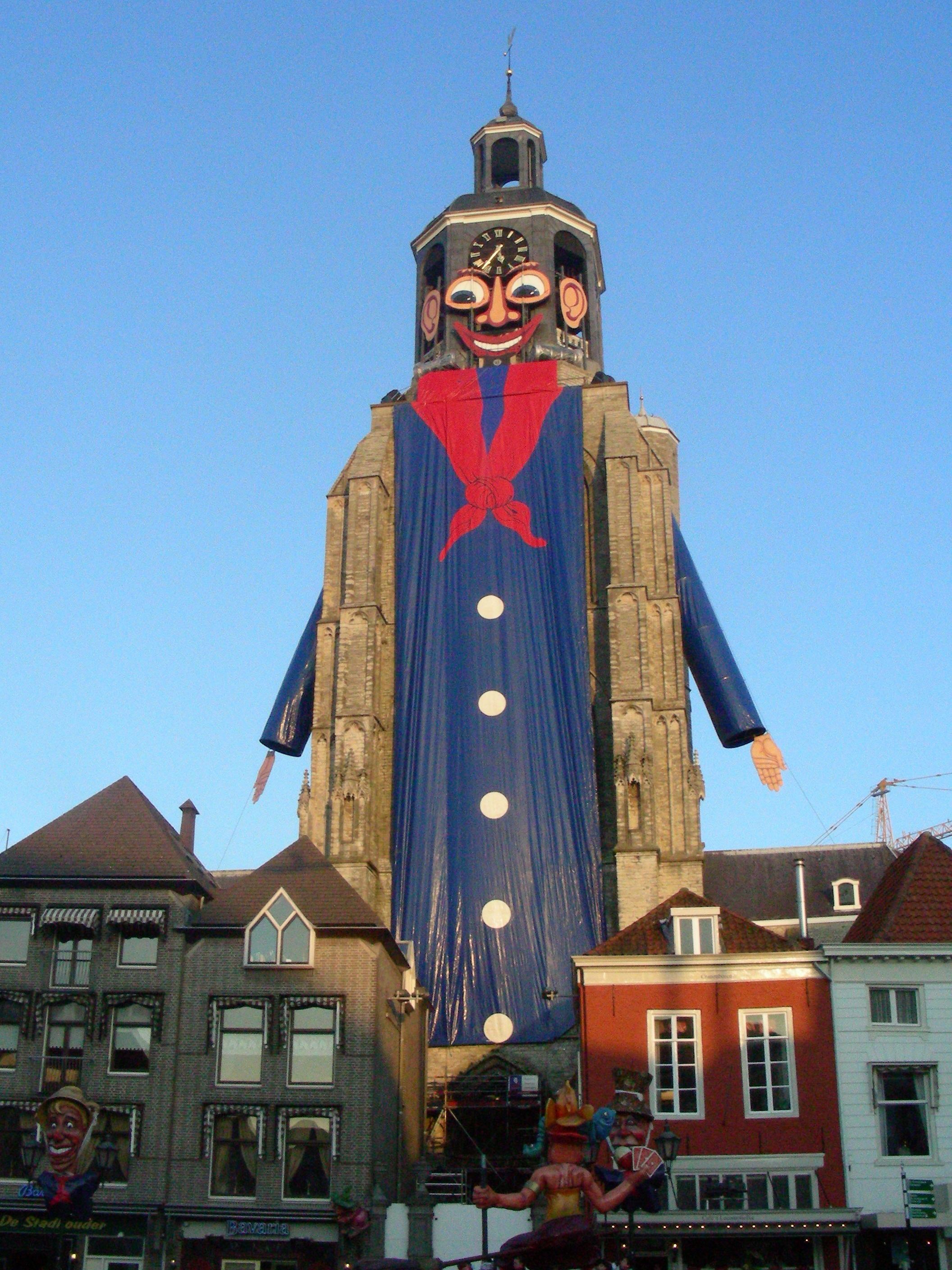
De versierde kerk "de peperbus" in het centrum

Krabbegat is de carnavalsnaam van Bergen op Zoom gedurende de Bergse Vastenavend. Vastenavend, zoals de viering van Carnaval in de stad wordt genoemd, heeft in Bergen op Zoom een eigen karakter en stijl. Deze stijl komt voort uit het Bourgondische carnaval, gevierd in West-Brabant, dat verschilt van de Rijnlandse variant, die onder meer in Maastricht gevierd wordt.
De naam 'het Krabbegat' slaat terug op de 'Meekrap', een plant die vroeger werd gebruikt als grondstof voor de rode kleurstof alizarine en veel geteeld werd in Bergen op Zoom. Tegenwoordig bestaat deze teelt weer voor het maken van biologisch vriendelijke kleurstoffen. Het symbool van het Krabbegat is echter niet de plant, maar het dier dat in de uitspraak identiek daaraan is: de krab. Een inwoner van Krabbegat wordt een Krab genoemd.

## Geschiedenis

### Middeleeuwse feesten (1413-1580)
De eerste schriftelijke vermelding naar de Bergse Vastenavend dateert uit 1413, toen het stadsbestuur een muzikant betaalde voor een optreden tijdens het vastenavendfeest. Hoewel er door de stadsbrand van 1397 geen schriftelijke bewijzen zijn voor het vieren van het vastenavendfeest voor 1413 wordt aangenomen dat ook voor deze tijd al sprake was van festiviteiten.
Uit tekeningen en archiefmateriaal blijkt dat het stadsbestuur rond het eind van de 15e eeuw ieder jaar feestmalen rond de vastenavendviering organiseerde. Onder het bewind van Heer van Bergen Jan II van Glymes werden grote feesten georganiseerd, waarbij ieder jaar een of meerdere personen die van groot belang waren voor de stad werden uitgenodigd. Hieronder vielen onder anderen de bisschop van Luik, leden van de Raad van Brabant en de courtmeester van Engeland. De maaltijden werden opgeluisterd met voorstellingen door het rederijkersgilde 'De Vreugdebloeme', die hun gasten op humoristische wijze bezighielden. Hoewel 'De Vreugdebloeme' pas vanaf 1497 een gilde vormde, werd er in 1475 al verwezen naar een vastenavendoptreden van het gezelschap.
Veel discussie is er omtrent het bestaan van de Blauwe Schuit. Hierover zou in 1413 door de dichter Jacob van Oestvoren melding zijn gemaakt. Hoewel er geen archiefmateriaal over bestaat en de datering van het gedicht mogelijk vervalst is, suggereren verschillende publicaties dat er een blauw geverfde boot op wielen door de straten van Bergen op Zoom reed. Zeker is dat deze Blauwe Schuit in 1534 opnieuw werd geverfd en voorzien van wapenschilden. Sinds 1946 rijdt er bovendien opnieuw een Blauwe Schuit door de Bergse straten tijdens de vastenavend.
In de eerste helft van 16e eeuw kreeg het Bergse stadsbestuur steeds meer financiële problemen. In 1530 werd besloten dat het bestuur niet langer de maaltijden voor het vastenavendfeest zou bekostigen.

### De protestantse periode (1580-1795)
Met de hervormingen van 1580 kwamen de vastenavendvieringen in zwaar weer terecht. Hoewel de protestantse kerk aanvankelijk nog wel enige aan vastenavend gerelateerde activiteiten toestond werd veelvuldig geprobeerd de festiviteiten de kop in te drukken. Aan het begin van de 17e eeuw werd het dragen van maskers op straffe van 6 gulden verboden. In 1646 merkte het stadsbestuur weer vele overtredingen op en in de decennia hierna werden de verbodsbepalingen meerdere malen opnieuw uitgevaardigd. In 1726 werden naast het dragen van maskers alle vastenavendactiviteiten verboden, met een geldboete van 25 gulden voor iedere overtreder.
Hoewel het vieren van vastenavend op straat dus verboden werd, bleek het stadsbestuur maar moeilijk in staat de festiviteiten echt de kop in te drukken. Bovendien wordt aangenomen dat vastenavend binnenshuis gewoon gevierd werd.

### Negentiende-eeuwse bals (1795-1900)
Met de komst van de Franse bezetting in 1795 keerde de vastenavend weer langzaam terug in het openbare leven. Zo was het vanaf het begin van de 19e eeuw niet langer verboden om verkleed de straat op te gaan, al werd dit alleen toegestaan op de maandag en dinsdag voor Aswoensdag en mocht men zich niet verkleden als soldaat of geestelijke.
De viering van vastenavend in deze periode werd grotendeels beïnvloed door de hoveniers. Deze trokken met vrolijk versierde karren naar de stad en reden daar, vergezeld door verscheidene muziekgroepen, een rondje. Bovendien richtten de hoveniers in de periode vanaf 1820 zogenaamde Teerclubjes op. Dit waren een soort van spaarverenigingen, waarbij verschillende hoveniers elkaar na de zondagsmis in hun stamcafé troffen. Tijdens deze bijeenkomsten stopte iedere hovenier een paar centen in een kastje. Rond de vastenavend werden deze kastjes geleegd en werd het geld gebruikt voor het bekostigen van een feestavond.
Deze feestavonden, die tot wel drie weken voor de vastenavend gehouden konden worden, stonden voor het grootste gedeelte in het teken van de gemaskerde bals. Hiervoor diende vaak entreegeld betaald te worden, waarvan het gebruikelijk was dat een gedeelte naar een goed doel zou gaan. De gemaskerde bals waren over het algemeen vrij deftig: er werd gestijldanst, klassieke muziek gespeeld en wijn en punch gedronken. Bovendien werden er op deze feesten vaak verschillende komische sketches opgevoerd.
In deze periode, omstreeks 1890, ontstond ook de term ‘dweilen’ (verkleed en zingend op straat). Deze term kwam voort uit de verschillende gemaskerde groepen die al zingend van bal naar bal trokken en hierbij niet zelden een straatoptreden verzorgden van een komische act. Door het grote aantal bals werd ook dit op den duur een veel geziene en goed gewaardeerd onderdeel van de vastenavend.
Op 26 februari 1895 werd de eerste georganiseerde optocht gehouden, die werd verzorgd door de een jaar eerder opgerichte Vereniging tot Bevordering van het Vreemdelingenverkeer voor Bergen op Zoom en Omstreken. De optocht werd verzorgd door 300 man, 10 wagens en 15 paarden en werd geopend door de voor het eerst aanwezige Prins Carnaval.

### Eerste helft 20ste eeuw (1900-1945)
Vanaf 1905 kwam de organisatie van de optocht in het slop en verdween de optocht in zijn geheel. Tijdens de Eerste Wereldoorlog en de periode daarna werd het dragen van maskers en het organiseren van openbare bals bovendien verboden. Wel bleven enkele besloten bals bestaan.
Pas in 1920 werd het vieren van vastenavend weer (deels) toegestaan. Men mocht zich op de maandag en dinsdag weer verkleden, al was het verboden gekleed te gaan als iemand van het andere geslacht. Dit leidde in 1930 zelfs tot een gerechtelijk proces tegen enkele vrouwen die waren aangeklaagd door de Rooms-katholieke deken, hoewel de vrouwen uiteindelijk niet veroordeeld werden.
De periode tussen de twee Wereldoorlogen werd gekenmerkt door een grote discussie over het wel of niet vieren van de vastenavend. In de gemeenteraad waren er verscheidene voorstanders voor een verbod op de vastenavendsviering, zoals die er ook in veel andere steden was. Een groot voorstander in de discussie was de Bergse schrijver Willem Asselbergs die in 1928 onder zijn pseudoniem Anton van Duinkerken het boek “De Verdediging van Carnaval” schreef, waarmee hij op flinke kritiek kon rekenen van de katholieke overheid. Het boek werd in de meeste plaatsen verboden.
De vastenavend in Bergen op Zoom werd na de Eerste Wereldoorlog voornamelijk georganiseerd door een comité van de toneelvereniging Tot Ons Genoegen (TOG), dat ook wel de bijnaam “de leutige ploeg” had. Dit comité organiseerde de intocht en optocht en koos de prins en zijn gezelschap. Van 1922 tot 1939 werd de rol van Prins vertolkt door S. Warringa, die op zaterdagmiddag van het station werd opgehaald en in een door paarden getrokken wagen met daarop een grote krab naar de Grote Markt werd vervoerd. Aldaar gaf de Gròòtste Boer een toespraak.
Met het begin van de Tweede Wereldoorlog kwam aan alle festiviteiten een abrupt einde. Hoewel in 1939 nog een verzoek werd ingediend tot het houden van een intocht en optocht, is hier nooit een reactie op gekomen. Het dragen van maskers, maar ook het maken van muziek op straat was bovendien verboden. Wel werd achter gesloten deuren nog vastenavend gevierd.

### Vastenavend na de Tweede Wereldoorlog (1946-heden)
Direct na de oorlog laaide de discussie voor het wel of niet vieren van vastenavend weer op. Er werd een initiatiefcommissie opgericht onder leiding van Kees Becht. Na moeizaam overleg met de gemeente en de katholieke overheid kreeg het comité toestemming tot het organiseren van het feest. Hiervoor moest het comité echter wel komen met de aanbevelingen van 40 Bergenaren ter goeder naam en moest er een goede organisatievorm gekozen worden. De Stichting Vastenavend kon uiteindelijk in januari 1946 opgericht worden.
Omdat veel tegenstanders bang waren dat het feest uit de hand zou lopen stelde de Stichting Vastenavend bovendien een manifest op. Hierin stond hoe vastenavend vanaf dan gevierd zou worden. Dit manifest is nog steeds de basis voor de Bergse vastenavend.
Op 2 maart 1946 werd Prins Nilles 1, de eerste naoorlogse prins, op een traditionele Bergse vissersschuit de stad in gevaren. Op een arrenslee werd de prins naar het stadhuis gereden, alwaar hij van de burgemeester van Bergen op Zoom de sleutel van de stad ontving. Het was voor het eerst in vijfhonderd jaar dat het stadsbestuur zich met de vastenavend bemoeide. Diezelfde dag werd bovendien de kreet “Agge mar leut et” (Als je maar plezier hebt) de Bergse vastenavendgroet, waarbij de duim van de uitgespreide (toen nog) rechterhand tegen de neus wordt gehouden, gepresenteerd.

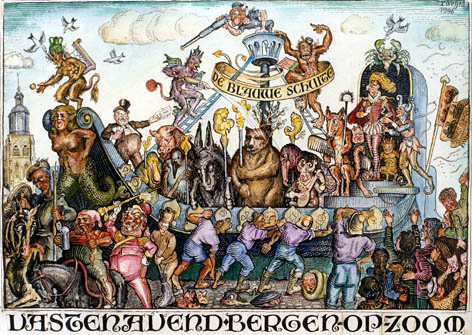
Wagen "DE BLAUWE SCHUIT"
door Louis Weijts (1946)

In 1946 deed de "Blauwe Schuit" De Blauwe Schuit (geschiedenis) zijn intrede in de optocht en rijdt tot op heden elk jaar mee.
(Illustratie uit 1946 van Louis Weijts (1905-1995), die vele wagens en prinsenwagens ontworpen heeft tot 1973).
In de jaren na de oorlog werden steeds meer onderdelen toegevoegd aan de vastenavendsviering. Zo ziet politiefiguur Steketee in 1949 het levenslicht en wordt sinds 1948 het Neuzebal gevierd.
In 1953 werd de Vastenavend, uit solidariteit met de slachtoffers van de Watersnoodramp, afgelast. Ingezamelde gelden werden gebruikt om de slachtoffers van de ramp te helpen. De kreet “Agge mar leut et” is dat jaar omgezet in “Agge mar goed doet!”. Ook de netto-opbrengsten van de adverteerders in de in dat jaar uitgegeven aangepaste editie van de Vastenavendkrant werden afgedragen aan de actie “Agge mar goed doet!”.

## Personages
De Bergse Vastenavend kent enkele prominente figuren die een hoofdrol spelen in de festiviteiten. Hoewel officieel gezien alle figuren ieder jaar opnieuw moeten worden gekozen is dit meestal een formaliteit: alle personages kunnen aanblijven zo lang ze willen.
De verschillende gekozen personages worden op 11 november aan het publiek voorgesteld. Ze zijn dan echter nog niet gekleed in hun kostuum, maar dragen een boerenkiel en de prins draagt een zuidwester. Pas vanaf de intocht en tot de sluiting worden de echte kostuums gedragen.

### De Prins
De Prins neemt als leider van Krabbegat de hoofdrol in het vastenavend vieren voor zijn rekening. Hij dient de krabben te leiden in de Vastenavendviering. De prins ontvangt tijdens de vastenavend de sleutel van de stad en is daarmee het hoogste gezag in de stad. Iedere prins kiest na zijn verkiezing de naam die hij wil dragen.
De kleding van de Bergse prins laat zich kenmerken door verschillende elementen. Het kostuum bestaat uit een pak met witte en rode strepen met daarop het wapen van de stad, een rode mantel, witte laarzen, een wit masker dat de ogen en neus bedekt, een ketting met een grote gouden krab en een kroon die in zes punten uitsplitst.
Volgens het officiële verhaal van de vastenavend woont de prins in het Slikpeleis (Slikpaleis), dat zich ergens onder water in de Schelde bevindt. De prins wordt bovendien altijd afgebeeld als het meest wijze personage van de vastenavend. 

### De Nar
De Nar is de diender van de prins. De Nar is, van het gevolg van de prins, het meest vrij om te doen wat hij zelf wil, waardoor deze vaak rare capriolen uitvoert. De Nar wordt dan ook meestal afgebeeld als de enigszins domme maar wel goedhartige dienaar van de prins. De nar wordt door de prins benoemd.
De kleding van de nar is uitgevoerd in en met groene en rode kleuren, de kleuren van het wapen van Bergen op Zoom. Op zijn borst heeft de nar dit wapen bovendien ondersteboven staan. Verder draagt hij een narrenkap met ezelsoren en zitten er aan het hele kostuum belletjes. Ook draagt de nar altijd een narrenstok bij zich, die feitelijk niets anders is dan een versierde stoelpoot.

### De Gròòtste Boer
De Gròòtste Boer (Grootste Boer) is de vertegenwoordiger van alle Krabben tijdens de vastenavend. Binnen de Stichting Vastenavend is hij bovendien de baas van de Boerenploeg, zoals het gevolg van de prins ook wel genoemd wordt. Daarnaast stelt de Gròòtste Boer de regels op waaraan Krabben zich tijdens de vastenavend moeten houden en dient hij de prins in te lichten over de gebeurtenissen in Krabbegat gedurende het afgelopen jaar.
De kleding van de Gròòtste Boer bestaat voornamelijk uit een deftig zwart boerenkostuum. Verder heeft de Gròòtste Boer een masker op dat het gehele gezicht bedekt en draagt hij een zwarte pet. Ook heeft hij altijd een zilveren versie van het Bergse veldteken om zijn nek hangen en draagt hij een bontje om de Krabben er aan te herinneren dat ze het niet te bont moeten maken. Tot slot heeft de Gròòtste Boer altijd een witte parasol bij zich die is versierd met spruitjes en peentjes.

### Steketee
Steketee is de jongste aanwinst in het gevolg van de prins. Terwijl de prins, nar en Gròòtste Boer al voor de Tweede Wereldoorlog hun intrede hadden gedaan, zag Steketee pas in 1949 het levenslicht. Als hoofd van de vastenavend-politie heeft Steketee als grootste taak om te zorgen dat de vastenavend leuk blijft. Steketee is een verwijzing naar de vroegere hoofdagent van de politie, Marinus Steketee (1848-1934), die grote bekendheid verwierf.
Steketee is gekleed in een ouderwets blauw politiepak met een helm en botte sabel. Zijn pak is bovendien volgeplakt met diverse medailles.
Steketee wordt meestal afgebeeld als een held op sokken die graag een wit voetje haalt bij de prins. De altijd goedgelovige Steketee wordt nogal eens door de prins in de maling genomen, maar blijft hier altijd vrolijk onder.

### Wana
Wana is de heks van Reimerswaal, een verwijzing naar het folkloreverhaal Jan Zonder Vrees. In tegenstelling tot het prinselijk gevolg wordt er niet ieder jaar iemand gevraagd om Wana uit te beelden. In plaats daarvan wordt ze enkel af en toe vertolkt tijdens de kindervastenavend. Daarnaast staat er gedurende de vastenavend een groot beeld van de heks op de Grote Markt dat een vitale rol speelt bij het Vallen van de Kraai.

### De Peperbus
Sinds 1974 wordt tijdens de vastenavend de kloktoren van de Sint-Gertrudiskerk, in de volksmond ook wel de Peperbus, voorzien van een gezicht, armen en de traditionele vastenavendkleding. Tijdens de kindervastenavend kan de kloktoren bovendien spreken en gebeurt er regelmatig iets geks met hem. De Peperbus wordt afgebeeld als een wijze oude toren die graag meedoet met de vastenavend.

### De Dweilploeg
De dweilploeg bestaat sinds jaar en dag uit 4 boeren met een min of meer vrije rol. Tijdens de Intocht en de Optocht verschijnen ze steevast met een wagen, binnen een bepaald eigen thema. Vrouwelijke toeschouwers worden uit het publiek geselecteerd (dit heet snorren) om vervolgens op de wagen te worden betrokken bij een ludieke act. Bij de Boerenmaaltijd wordt een lied of act gepresenteerd en ook op andere momenten kan de Dweilploeg ten tonele verschijnen met ludieke presentaties.

## Evenementen

### 11-11
Op 11 november begint de vergadering van de Boerenploeg. In Hotel de Draak wordt verzameld, alwaar ook in de Sint Maartenschouw aardappelloof wordt verbrand. Daarna begeeft de Boerenploeg zich naar het evenementencomplex de Stoelemat om aldaar de prins en zijn gevolg te verkiezen en nieuwe leden tot de Stichting Vastenavend toe te laten.
Hierna begeeft het gezelschap zich naar het beeld “De Geit van Mie D’n Os”. Dit beeldje, dat in 1960 werd onthuld, is een verwijzing naar een legende uit de 19e eeuw. Volgens die legende zou een zekere Mie (mie Verbiest 1869) een geitje hebben gehad dat per ongeluk in het prikkeldraad terechtkwam en zo een stuk van haar uier verloor. Het liedje dat hierover gemaakt werd dient als een volksliedje tijdens de vastenavend. Bij het beeld van de geit wordt het liedje dan ook gezongen.
Bij het beeld wordt na het bekendmaken van het motto aan alle daar verzamelde krabben, de Kale n’Eed afgelegd. Hierbij spreekt de Gròòtste Boer het geitje toe, om zo de vastenavend in te luiden. Ook de prins houdt een toespraak aan zijn volk en daarna wordt nog de Zevensprong gedaan.

### Neuzebal
Tijdens het Neuzebal, dat drie weken voor de echte vastenavend wordt gevierd, wordt het vastenavendsliedje door de prins bekendgemaakt. De naam van het bal verwijst er naar dat er vroeger neuzen werden verkocht als toegangskaarten. Op deze manier werd de vermakelijkheidsbelasting ontweken. Sindsdien is het gebruikelijk om een feestneus op te zetten naar het Neuzebal. Na het Neuzebal wordt er in Krabbegat ieder weekend tot Aswoensdag Vastenavend gevierd.

### Intocht
Op de zaterdag van de vastenavend komt de prins met de Blauwe Schuit aan op het station van Bergen op Zoom. Na enkele mortierschoten ter ere van zijn komst stapt de prins samen met de nar in de speciaal voor hen vervaardigde wagen, die geheel in het thema is van het vastavendmotto. In deze wagen begeven zij zich in een kleine optocht naar de Bergse Grote Markt.
Bij het Stadhuis op de Grote Markt krijgt de prins vervolgens de sleutel van de stad overhandigd. Hierna presenteert de Gròòtste Boer de Ellef Gebòòje (Elf Geboden) de elf regels van het vastenavend, die vaak in het teken staan van het huidige motto en niet zelden de draak steken met de gebeurtenissen in Bergen op Zoom gedurende het afgelopen jaar.
De prins en zijn gevolg begeven zich hierna naar Hotel de Draak, waar de boerenploeg samenkomt met de gemeenteraad. De Gròòtste Boer licht tijdens dit zogenaamde “Pratje op ’t Biljart” (Praatje op het Biljart), de prins in over de gebeurtenissen van het afgelopen jaar. Niet zelden worden hierbij grappen gemaakt in de richting van de Bergse politiek.

### Dweilbandfestival
Op zondagmiddag wordt het Dweilbandfestival gehouden. Tijdens dit festival wordt door de verschillende dweilbandjes gestreden om wie de beste muzikale act weet neer te zetten.

### Kindervastenavend
De maandagmiddag van de vastenavend is speciaal voor de kinderen bedoeld. Op de Grote Markt voeren de prins en zijn gevolg een toneelstuk op. Hoewel het stuk bedoeld is voor kinderen zitten er in de teksten van het stuk vaak verwijzingen naar actuele gebeurtenissen die enkel volwassenen kunnen snappen.
Bijzonder is dat tijdens deze voorstelling de Peperbus de toeschouwers op de Grote Markt toespreekt. Ook is het vrijwel altijd zo dat de prins verdwijnt en op een spectaculaire wijze aan het einde weer verschijnt.

### Dweilavond
Op maandagavond worden er in verschillende straten van Bergen op Zoom sketches opgevoerd. Deze spelen vaak in op het motto van de vastenavend of op actuele gebeurtenissen. De acts worden in tegenstelling tot de rest van de vastenavend nauwelijks georganiseerd door de Stichting Vastenavend. Hierdoor is de dweilavond samen met de optocht vaak het moment voor de ‘gewone’ krabben om hun eigen creativiteit te tonen. De elf beste acts worden beloond met de Stééngoeie Dweil, die overigens pas op de sluiting wordt uitgereikt.

### Optocht
Op de laatste dag van de vastenavend wordt een van de grootste carnavalsoptochten van Nederland gehouden. Bouwclubs uit Bergen op Zoom en dorpen die hierbij horen presenteren tijdens deze optocht hun vaak metershoge wagens, die bol staan van verwijzingen naar de Bergse vastenavend. Ook kleinere groepjes en dweilbands lopen veel in de optocht mee.

### Sluiting
Op dinsdagavond wordt de vastenavend afgesloten met een laatste grote evenement in het zalencomplex de Stoelemat. Hierbij worden verschillende acts opgevoerd waarna de prins de stadssleutel moet teruggeven aan de burgemeester. Hierna dienen de prins en zijn gevolg hun kleding weer een jaar in de kast te hangen.
Na de sluiting begeeft de prins zich naar het beeld van Wana dat na de intocht op de Grote Markt is gezet. Hier rondom verzamelen zich om 23:30 alle Krabben. Na het lossen van drie schoten laat de prins de kraai, die op het beeld van Wana staat, omvallen. Met deze symbolische dood van de kraai is het einde van de vastenavend ingeluid. Nog eenmaal doen alle aanwezigen de zevensprong en daarna is de vastenavend definitief voorbij.

## Kleding

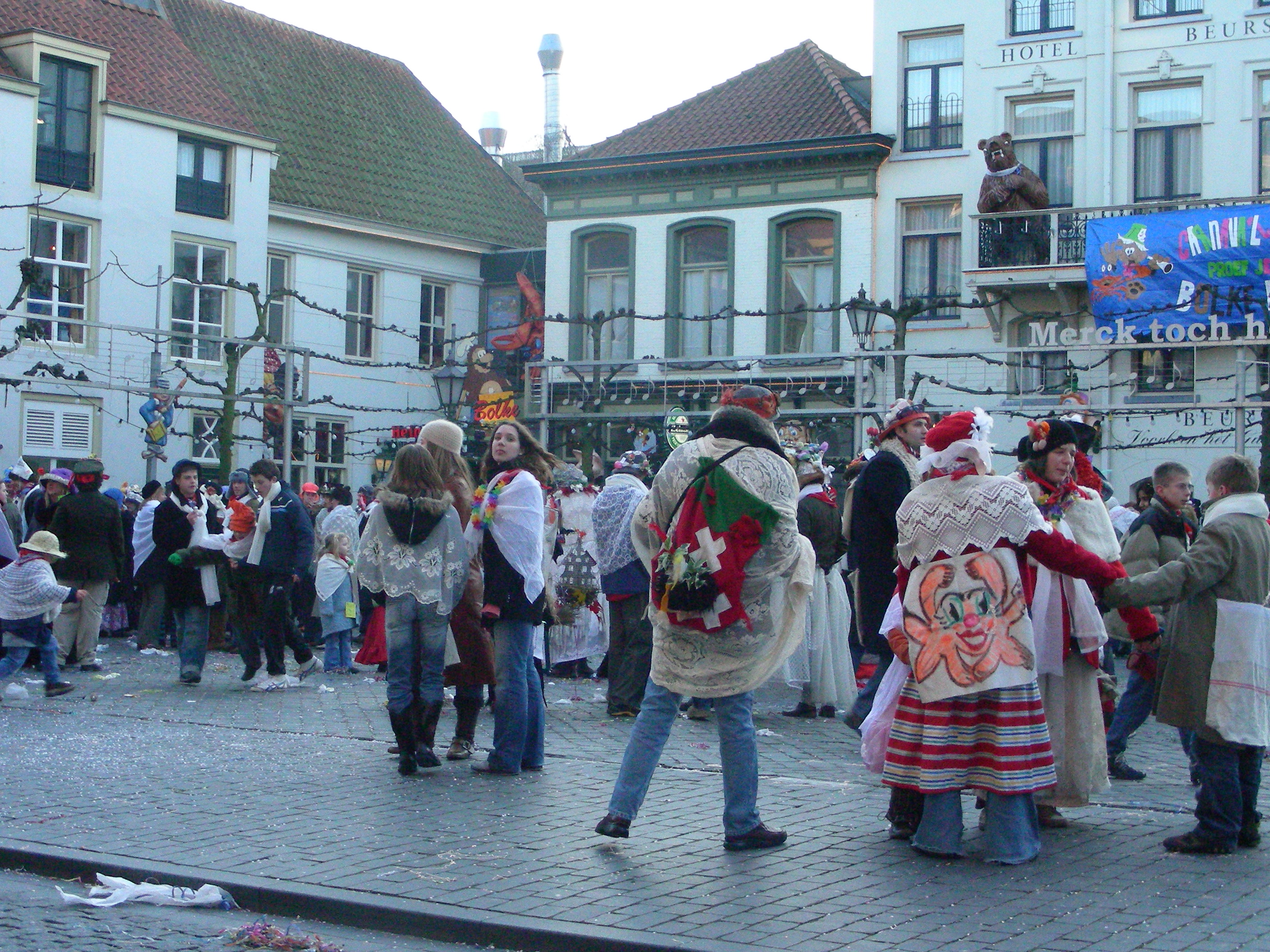
Carnavalskledij

De eigendraadse Bergse stijl komt tot uiting in onder meer de kleding die gedragen wordt. In tegenstelling tot carnavalskostuums vol pracht en praal, worden juist oude spullen gedragen. Vaak wordt de basis bij de heren gevormd door een boerenkiel, en bij de dames door een (nep)bontjas. Hiernaast ontbreken nooit een stuk vitrage en een rode zakdoek (Welke in tegenstelling tot Roosendaals en Steenbergs gebruik met de knoop naar voren wordt gedragen). De veelzijdigheid van de Bergse vastenavendvierders leidt tot weelderige kostuums. Waardoor men niet raar meer opkijkt van hoofddeksels zoals compleet werkende lampenkappen of vogelkooitjes met een bukkum (bokking) erin. Ook wordt er ieder jaar een beeldje uitgebracht dat om de nek gehangen kan worden. Dit “veldteken” symboliseert altijd het huidige motto.
Het dragen van oude kleding en vitrage stamt uit de periode vlak na de Tweede Wereldoorlog. Men had niets in huis om carnaval mee te vieren, een probleem dat men creatief heeft opgelost door oude spullen te gebruiken.
De meeste Krabben moeten niets hebben van de carnavalskostuums die in veel andere plaatsen gedragen worden. Doordat men zich niet volgens Bergse gewoontes kleedt, laat men duidelijk zien er niet vandaan te komen. Dit terwijl vastenavend het karakter heeft een 'besloten feest' te zijn, waarbij buitenstaanders niet welkom zijn. In de praktijk zijn mensen van buiten Bergen op Zoom evengoed welkom tijdens vastenavend, mits men zich aanpast aan de Bergse tradities en gewoontes.

## Muziek
Anders dan in de meeste andere steden worden tijdens de Bergse vastenavend over het algemeen geen liederen van buiten Krabbegat gespeeld. In plaats daarvan komt de Stichting Vastenavend ieder jaar met een liedje dat inspeelt op het motto van dat jaar.
De muziek wordt verder grotendeels verzorgd door zogenaamde dweilbands. Deze amateurbands trekken door de stad en spelen in de verschillende cafés hun versie van de verschillende Bergse vastenavendliedjes.
In 2012 zijn er meer dan 100 geregistreerde dweilbandjes. Vaak bestaan deze uit 10 tot 15 muzikanten, maar dit kan oplopen tot meer dan 30.
De liederen in de Bergse vastenavend moeten bovendien altijd het ritme van een mars hebben. De polonaise wordt niet gedaan. Wel kan men de armen in elkaar haken, en zo in lange slierten achter de bandjes aan op straat dweilen.

## Taal
Tijdens de vastenavend wordt er Bergs gesproken en geschreven. Het motto, liedje en alle toespraken van de prins en zijn gevolg zijn geheel in de streektaal, die gedurende de rest van het jaar vrijwel niet gesproken wordt.

## Vastenavendkrant
Sinds 1949 wordt ieder jaar voor de vastenavend de Vastenavendkrant gedrukt. Deze krant, die tot 2020, volledig in het Bergs was geschreven bevat naast informatie over de aankomende vastenavend verschillende satirische stukken.
In 2010 werd er voor het eerst een tweede editie van de Vastenavendkrant uitgebracht.

## Organisatie
Sinds 1946 is de organisatie van de Bergse vastenavend vrijwel geheel in de handen van de Stichting Vastenavend. In tegenstelling tot de meeste andere carnavalsverenigingen kent de Stichting Vastenavend geen Raad van Elf. In plaats is er een Grote Raad, waar alle leden van de stichting zeggenschap over hebben.
Het bestuur wordt gevormd door de voorzitters van de verschillende commissies met ieder een commissaris, aangevuld met de voorzitter, secretaris en penningmeester, de Prins en de Grootste Boer. De Financiële Commissie is verantwoordelijk voor het geldelijk beheer en zorgt met behulp van de Incasso Burgerij (ICB) voor de nodige inkomsten. Ook organiseert zij tal van activiteiten, die de kas van de stichting spekken.
De Commissie optocht zorgt ervoor dat op dinsdagmiddag een optocht door de Bergse straten trekt. Zij regelen eveneens de jurering door een onafhankelijke jury. De Technische commissie vervaardigt ook ieder jaar een prinsenwagen. Ook is deze commissie verantwoordelijk voor de technische uitvoering van tal van activiteiten.
Het denkwerk, nodig voor het motto, de kindervastenavend, het jaarlijkse liedje en de vastenavendkrant komt van de Commissie Protokol. In deze commissie worden de ideeën aangedragen voor het neuzenbal, de intocht, de elf-elf-viering enz. Het publiek merkt van deze interne organisatie nauwelijks iets omdat de boeren allemaal hetzelfde gekleed zijn in blauwe boerenkiel, rode zakdoek en pet.

## Motto
Iedere vastenavend sinds 1946 wordt voorzien van een speciaal motto. Dit motto dient als thema voor de vastenavend en het liedje, veldteken en kindervastenavend. De motto’s over de afgelopen jaren zijn:
- - 1946: Nou zitte de boere vandaag op 'n sleeke
  - 1947: Blòòte erreme en bééne
  - 1948: Gif 's gauwkes
  - 1949: Onze n'ouwe gasfebriek
  - 1950: Kende gij me nie
  - 1951: Me zakte deur de vloer
  - 1952: Onze Peperbus et weer belle in z'n kop
  - 1953: Me slaan weer 's lekker op de n'ol (is door de watersnood ramp: 'Agge Mar Goed Doet' geworden)
  - 1954: Zij d'al besloge
  - 1955: Wa d'emme toch 'n elleftal!
  - 1956: Ei dèèr kom Steketee weer aan
  - 1957: Kunde oe pertijke blaze
  - 1958: Lat ons de blommekes 's buite zette
  - 1959: Ik zijn mannekijn in 'n gerdijn
  - 1960: Ettok weer op oew eupe
  - 1961: Alles op z'n kop
  - 1962: Ei lekkere dweil oe ist
  - 1963: Rommetom de Vastenavend
  - 1964: M'ebbe nou 'n nuuwe n'ave
  - 1965: Me zijn d'r as de kiepe bij
  - 1966: Edd'ok oewe slinger?
  - 1967: Me zette de sokke d'r in
  - 1968: Me zijn weer onder 'n oedje te vangen
  - 1969: Me zulle da verreke weer wel wasse
  - 1970: Me zijn er voor in de wieg geleed
  - 1971: Me doen d'r nog 'n schupke n'op
  - 1972: Me zijn weer onder de panne
  - 1973: Latte poppekes danse
  - 1974: H'aangekleed ga d'uit
  - 1975: Me speule weer d'eerste fiejool
  - 1976: Kreddut ok weer in oewe meule?
  - 1977: Me steke de koppe bij mekare
  - 1978: 't Is weer voor d'n bakker
  - 1979: 't Samme weer 'n sirrekus worre
  - 1980: In alles zit meziek in
  - 1981: Zij d'ok weer in oewe knolletuin?
  - 1982: Me gòòie n'onze nette n'uit
  - 1983: Da samme 'n sport worre
  - 1984: Al staat de Zeekant nog zo dròòg...
  - 1985: Eddut of kreddut?
  - 1986: Uit de kunst
  - 1987: Krabbegat...Ge blef lache!
  - 1988: Leut is troef
  - 1989: Krabbe, lat oew eige nie kenne
  - 1990: Wa d'n kemedie
  - 1991: 't Is ier alle dage Kerremes
  - 1992: Me zijn van alle marte tuis
  - 1993: Me n'ebbe de tijd aan ons eige
  - 1994: Leut sprikt alle tale
  - 1995: Me zijn mè gin peerde meer t'ouwe
  - 1996: Me n'ebbe n'alles in uis
  - 1997: 't Springt de pan uit
  - 1998: Krabbegat 'Avestad
  - 1999: Ge leef d'ier as 'n vorst
  - 2000: Ge wit nie wagge ziet
  - 2001: Wa d'n 'uis 'ouwe
  - 2002: 't Zittem ierzo in de grond
  - 2003: Me zijn d'r voor geknipt
  - 2004: Me blaze n's òòg van de tore!
  - 2005: Ei, zummes danse
  - 2006: Me komme n'uit 'n goei nest
  - 2007: Vastenavend… wa d’n sprookje!
  - 2008: Alles van stal!
  - 2009: Vastenavend... da's pas vekansie!
  - 2010: Da d'ouw d'oe jong!
  - 2011: Dèèr mot op gezonge worre!
  - 2012: Éémaal in de mode!
  - 2013: Leut Bròòd en Speule!
  - 2014: 'k Eb 't voorjaar in m'n kop!
  - 2015: Dèèr emme vor deurgeleerd
  - 2016: Me lòòpe d'r mee weg!
  - 2017: Da's d'n aard van 't beesje!
  - 2018: Mè d'éél oew art
  - 2019: 't Is koers
  - 2020: Dweil d'oew neus mar achternaar
  - 2021: Me bloeie wir op!
  - 2022: Leven n'in de brouwerij
  - 2023: Wie de leut et, et de toekomst
  - 2024: Ziede z'ok vliege?!
  - 2025: Kopke n'onder in de leut!